# آلن کلی جونیور
آلن کلی جونیور (انگلیسی: Alan Kelly, Jr.؛ زادهٔ ۱۱ اوت ۱۹۶۸) دروازه‌بان فوتبال بازنشسته اهل ایرلند است.
از باشگاه‌هایی که در آن بازی کرده‌است می‌توان به پرستون نورث اند، بلکبرن راورز، بیریمنگام، استوکپورت، و شفیلد اشاره کرد..
وی همچنین در تیم ملی فوتبال جمهوری ایرلند بازی کرده و در دو جام جهانی ۱۹۹۴ و ۲۰۰۲ عضو ترکیب بازیکنان این تیم بوده است.